# Francesco Ricci (politico)
Francesco Ricci (Pescara, 10 maggio 1959) è un politico e medico italiano, sindaco di Chieti dal 2005 al 2010.

## Biografia
Nato a Pescara ma cresciuto a Chieti, Ricci si laurea in medicina all'Università Cattolica del Sacro Cuore a Roma, specializzandosi poi presso la medesima università in malattie infettive. Dal 1988 al 1990 prese parte come medico volontario in Africa. Nel 1987 collabora nella lotta contro l'AIDS presso l'Istituto superiore di sanità. Dopo aver esercitato la professione di medico presso il Policlinico Gemelli di Roma per tutta la prima metà degli anni '90, ritorna a Chieti, dove lavora all'ASL presso il reparto di malattie infettive.
Nel 1996 entra in politica facendosi eleggere al consiglio comunale di Chieti con L'Ulivo.
Nel 2001 si candida alla Camera dei deputati in vista delle elezioni politiche nel collegio di Chieti, ottenendo 28.000 voti, che tuttavia non gli consentono di venire eletto.
Nel 2005 si candida a sindaco di Chieti sostenuto da una coalizione di centro-sinistra e vince al ballottaggio con il 64,29% dei voti. Nel 2010 si ricandida per un secondo mandato ma viene nettamente sconfitto al primo turno dal candidato di centro-destra Umberto Di Primio.
È il padre di Giampaolo, detto Pippo, giocatore di pallacanestro, membro anche della nazionale, e di Maria Irene, giocatrice professionista di pallavolo.